# Dellima
Ian Carlos Lima Pinheiro (Salvador, 23 de Abril de 1997), mais conhecido pelo seu nome artístico Dellima, é um cantor, compositor, ator e bailarino brasileiro.

## Biografia
O artista queer baiano Dellima iniciou sua carreira aos 17 anos de idade, quando foi contemplado com uma bolsa de estudos para cursar dança, a partir daí, Ian Carlos Lima Pinheiro (nome de batismo), iniciou suas pesquisas nas áreas de dança, canto e teatro. Depois de formado, deu aula de danças urbanas, dirigiu e coreografou diversos espetáculos e integrou o ballet da cantora Ivete Sangalo. A experiência de rodar o Brasil e o mundo em cima dos palcos, despertou em Dellima o desejo de produzir suas próprias músicas, focando na carreira de cantor.

## Carreira

### 2019: Início da carreira
Depois de toda sua experiência como bailarino e diretor de espetáculos de dança, em 2019 lançou seu primeiro single Preta em parceria com a cantora ‘Eva’, no fim do mesmo ano foi convidado com o grupo LED para participar do pocket show da Virada de Salvador, abrindo o show da cantora Anitta no palco principal. Dellima apresentou algumas de suas canções autorais.

### 2020:Menino da Blusa Azul
Com o crescimento da sua carreira, o ano de 2020 foi marcado pelo lançamento de dois singles “Astrologia” e “Marte”, que em janeiro de 2021 fizeram parte do EP “Menino da blusa Azul”.
O primeiro trabalho musical retrata as vivências pessoais de Ian, marcando sua história e os problemas que enfrentou ao longo da sua vida, como abandono familiar, abuso sexual e não aceitação da sua figura.

### 2021–presente:DELLÍRIO
Em 06 de Dezembro de 2021, Dellima iniciou seu novo trabalho, DELLÍRIO, um álbum que marca o nascimento da sua nova persona “Dellima”,  livre, aberto de peito e coração para ser o que quiser, feminina, diva, descolada, autêntica e livre de rótulos. Com o single “Sensualiza”, ele abre o álbum em parceria com Peu de Melo, misturando ritmos e estilos que vão do Funk ao Brega Funk, com um videoclipe que traz representatividade com um ballet cem por cento LGBTQIAP+.
Já no começo de 2022 o cantor lançou em seu canal no Youtube e em todas as plataformas digitais o seu single Sadomazoca, o single é uma parceria com a cantora e blogueira Nobre Ju. A canção que fala abertamente sobre prazer e fetiches, traz sensualidade e um pouco do universo pansexual que vive Dellima. Com passos de Voguing, o artista revive a cena gay americana da década de 80, onde jovens da comunidade LGBTQIAP+, se reuniam em seus redutos e criavam passos estilizados com poses que referenciavam as modelos das capas da revista Vogue. Dellima se juntou ao artista não binário Lu Montty fundador da AFROBAPHO, para criar a coreografia do videoclipe. Sadomazoca traz à tona a liberdade sexual agênero, onde homens e mulheres usam roupas que os representam, sem a indicação de masculino ou feminino, em uma referência a cultura Ballroom, em uma versão “abrasileirada”. “Eu estava com os dois produtores da faixa no estúdio e queríamos fazer um proibidão dançante e descontraído para o meu álbum que experimentasse com diversos estilos pop: Funk, Eletrônica, Voguing e Pagodão Baiano, assim surgiu Sadomazoca" Comenta Dellima.
Em 18 de fevereiro de 2022, Dellima lançou o single "Controle", em parceria com a cantora Nêssa. A música mescla elementos do pop e do pagotrap, trazendo sensualidade e inovação ao estilo já popular na Bahia. A faixa aborda temas como amor e sensualidade, e o videoclipe apresenta uma narrativa ambígua sobre o envolvimento de Nêssa e Dellima, seja entre si, com outras pessoas ou ambos. A canção foi composta pelos dois artistas e produzida por Guiga Serra.
Em 1º de abril de 2022, Dellima lançou o seu primeiro álbum de estúdio, "DELLÍRIO", que apresenta um pop dançante e conta com 12 faixas autorais. O álbum é dividido em três blocos: DELLÍCIA, DELLOMBRA e DELLÍRIO. Diferente do seu primeiro EP "Menino da Blusa Azul", que trazia canções mais pessoais, "DELLÍRIO" celebra a diversidade sexual, a liberdade de expressão e representa o amadurecimento artístico de Dellima. O nome "DELLÍRIO" é uma sátira ao preconceito sofrido por pessoas LGBTQIA+, não binárias, pansexuais e afeminadas, que por muito tempo foram tratadas como loucas ou doentes psicologicamente. O álbum aborda vivências diárias da maioria das pessoas LGBTQIA+, desde sentimentos reprimidos até ações mais audaciosas, tudo isso apresentado em formato audiovisual, tornando o trabalho mais leve sem deixar de lado a militância e o desejo de um mundo mais livre e respeitoso. "DELLÍRIO" mistura elementos de música eletrônica com ritmos populares do Brasil atual, como funk, brega, piseiro, pagodão e trap.

## Vida pessoal
Dellima é queer, não binário e pansexual.

## Discografia
- Preta (single de Dellima) (2019)
- Astrologia (single de Dellima) (2020)
- Marte (single de Dellima) (2020)
- Menino da Blusa Azul (EP de Dellima) (2021)
- Sensualiza (single de Dellima) (2021)
- Sadomazoca (single de Dellima) (2022)
- Controle (part. especial Nêssa) (single de Dellima) (2022)
- DELLÍRIO (Álbum de Dellima) (2022)